# El Bellaco
El Bellaco ist eine Ortschaft in Uruguay.

## Geographie
Sie befindet sich auf dem Gebiet des Departamento Treinta y Tres in dessen Sektor 7 in der Cuchilla de Palomeque an der Grenze zum Nachbardepartamento Lavalleja. Sie liegt am linksseitigen Ufer des Arroyo Corrales wenige Kilometer ostsüdöstlich von María Albina. Südlich des Arroyo Corrales erstreckt sich die Cuchilla de Berro. Einige Kilometer in nordöstlicher Richtung ist die Departamento-Hauptstadt Treinta y Tres gelegen.

## Einwohner
El Bellaco hatte bei der Volkszählung im Jahre 2011 54 Einwohner, davon 27 männliche und 27 weibliche.
| Jahr | Einwohner |
| ---- | --------- |
| 1963 | -         |
| 1975 | -         |
| 1985 | -         |
| 1996 | 50        |
| 2004 | 13        |
| 2011 | 54        |

Quelle: Instituto Nacional de Estadística de Uruguay